# کناررود
کناررود، روستایی از توابع بخش مرکزی شهرستان رامسر در استان مازندران در ایران است.

## جمعیت
این روستا در دهستان سخت‌سر قرار دارد و براساس سرشماری مرکز آمار ایران در سال ۱۳۸۵، جمعیت آن ۱۷ نفر (۸خانوار) بوده است.